# 北芦庄站
北芦庄站位于河北省沧州市任丘市，是京九铁路的一座火车站，等级为四等站，距北京西站130公里，距常平站2185公里，本站及相邻上下行区间均为电气化区段。车站建于1996年，不办理客、货运营业。